# علی درزی
علی درزی (متولد ۱۳۳۸) زبان‌شناس ایرانی و استاد گروه زبان‌شناسی دانشگاه تهران است.

## تحصیلات و فعالیت‌ها
او در سال ۱۳۶۶، از پایان‌نامه کارشناسی ارشد خود با عنوان تحلیل مقابله‌ای فاعل و فعل در انگلیسی و فارسی به راهنمایی علی‌محمد حق‌شناس دفاع کرد و در سال ۱۳۷۴ دورهٔ دکتری زبان‌شناسی را در دانشگاه ایلینوی در اِربانا شَمپِین به پایان رساند. وی پس از بازگشت به ایران، به تدریس در دانشگاه تهران مشغول شده و هم‌اکنون استاد تمام گروه زبان‌شناسی این دانشگاه است و در حوزهٔ «نحو» (حاکمیت و مرجع گزینی و برنامهٔ کمینه‌گرا) تدریس و پژوهش انجام می‌دهد. کتاب او تحت‌عنوان تعیین همبستگی‌های نحوی و آوایی در ساخت ارتقایی و مبتداسازی در زبان فارسی در اولین دورهٔ جایزهٔ نشان دهخدا، شایستهٔ تقدیر شناخته شد.
اثر دیگر وی با نام «شیوۀ استدلال نحوی» که به کوشش انتشارات سمت به چاپ رسیده و در 1403 ویراست سوم آن منتشر شده است، با تکیه بر منطق تفکر و خردورزی در علم تجربی، شیوۀ استدلال و نتیجه‌گیری را برپایۀ شواهد نحوی زبان فارسی و در چارچوب آموزه‌های دستور زایشی آموزش می‌دهد.

### تألیف
- شیوهٔ استدلال نحوی، علی درزی، تهران: انتشارات سمت، ۱۳۸۴ (چاپ دهم ۱۴۰۲)
- بررسی مشخصه‌های واژگانی افعال کنترلی زبان فارسی، علی درزی، تهران: پژوهشگاه فرهنگ، هنر و ارتباطات، ۱۳۸۶
- تعیین همبستگی‌های نحوی و آوایی در ساخت ارتقایی و مبتداسازی در زبان فارسی، علی درزی و وحید صادقی، تهران: دانشگاه تهران، ۱۳۹۴

### ترجمه
- زبان‌شناسی در میان فرهنگ‌ها، رابرت لادو، تهران: جهاد دانشگاهی دانشگاه تربیت معلم، ۱۳۶۷
- زبان و مسائل دانش، نوام چامسکی، تهران: نشر آگه، ۱۳۷۸
- دانش زبان: ماهیت، منشأ و کاربرد آن، نوام چامسکی، تهران: نشر نی، ۱۳۸۰
- درآمدی بر زبان‌شناسی معاصر، ویلیام اگریدی، مایکل دابروولسکی و مارک آرنف، تهران: انتشارات سمت، ۱۳۸۰